# Affaire des steacks hachés frelatés
L'affaire des steacks hachés frelatés implique l’entreprise Voldis SAS, dont le propriétaire est Valéry Le Helloco. Voldis SAS fournissait des lots de steaks hachés de qualité impropre à des associations qui aident les plus démunis en France, avec le financement du Fonds européen d’aide aux plus démunis.

## Les faits et l’enquête
L’entreprise Voldis SAS avait été retenue en 2015, par appel d’offres pour la commercialisation de denrées alimentaires destinés à des associations caritatives pour un marché évalué à 5,2 millions d’euros de lots de steaks hachés, financés par le Fonds européen d’aide aux plus démunis. La société Voldis a remporté l'appel offres du FEAD pour livrer plus de 1 436 tonnes de steaks hachés surgelés pour la somme de 5,2 M€ . Ce marché visait à la livraison de steaks hachés surgelés aux associations caritatives contenant de la viande de bœuf à 100 % avec moins de 15 % de matières grasses et un rapport collagène/protéines inférieur à 15 %.
Dans sa réponse à l'appel d'offres, la société Voldis a indiqué que les steaks hachés seraient produits par l'industriel Biernacki, opérateur disposant d'un agrément sanitaire. La société Marcel Proux (SMP), intermédiaire commissionné par les deux parties, a mis en contact les deux entreprises. Les premières livraisons dans les entrepôts des organisations partenaires ont débuté en juillet 2018.
En novembre 2018, une première alerte relative à la qualité des steaks hachés fournis dans le cadre du FEAD avait été émise par le Secours populaire français au sujet de tâches suspectes. Les recherches avaient conclu que l'origine de ces tâches provenait de la brûlure des steaks hachés lors de l'emballage plastique de ces derniers. L'attributaire du marché public a accepté d'échanger les steaks hachés concernés.
À compter du 6 février 2019, La Croix Rouge, les Restos du Cœur, le Secours Populaire et la Fédération Française des banques alimentaires ont alerté une nouvelle fois les administrations locales et nationales compétentes de la présence d'éléments étrangers dans la viande, d'une couleur noire des steaks, de problèmes sur la qualité organoleptique de ces derniers ainsi que de taches blanches et brunes sur les produits . FranceAgriMer contacte alors les différentes préfectures concernées pour diligenter des enquêtes.
Le 20 février 2019, la mission des urgences sanitaires (MUS) de la direction générale de l'alimentation (DGAL) est saisie par les directions départementales de la Protection des populations de la présence de traces blanches et noirâtres sur plusieurs lots. Les premières analyses en laboratoire n'ont pas mis en évidence de risque pour la santé des consommateurs en l'absence d'agents pathogènes. Comme l'ont confirmé les services du ministère de l'agriculture et de l'alimentation, des analyses bactériologiques réalisées sur certains échantillons montraient toutefois une mauvaise maîtrise sanitaire au niveau de la production, les seuils d'alerte toutefois restant en deçà des critères réglementaires.En parallèle, les associations s'organisent. Outre, pour certaines d'entre elles, des dégustations qui confirment des résultats très contrastés, elles lancent mi-mars des analyses microbiologiques, chimiques et de composition des produits. FranceAgriMer suspend ses paiements à l'entreprise Voldis le 12 mars 2019.
Entre le 22 et le 25 mars 2019 arrivent les résultats des analyses diligentées aux frais des associations : si la présence de la bactérie E.coli demeurait, selon la DGAL, dans des proportions ne présentant pas de risque sanitaire pour les consommateurs, un problème de composition du steak haché était manifeste selon le rapport d'essais d'un laboratoire privé fourni par les banques alimentaires.
Le 28 mars 2019, la direction générale de la cohésion sociale (DGCS) informe par mail l'unité d'alerte de la DGCCRF de la multiplication d'alertes par les réseaux associatifs, signalant notamment des tâches brunâtres sur les steaks hachés livrés par la société Voldis. L'information est par conséquent transmise au Service National des Enquêtes (SNE) de la DGCCRF. En parallèle, les associations décident, de leur propre chef, de stopper la distribution de steaks hachés entre le 8 et le 12 avril 2019. À cette date, 457 tonnes de steaks hachés ont été distribuées aux bénéficiaires sur 1 436 tonnes livrées au total, selon la DGCS. Aucune information ne permet d'affirmer ou d'infirmer, à ce stade, que ces steaks distribués étaient porteurs d'anomalies comme celles constatées à compter du mois de février. Le lendemain, le service national d'enquêtes (SNE) débute son investigation par une prise de contact avec la mission des urgences sanitaires (MUS) de la direction générale de l'alimentation (DGAL) et avec la DGCS. Cette enquête se poursuivra entre le 11 et le 20 avril 2019 par une trentaine de prélèvements de produits présents dans les locaux des banques alimentaires répartis sur tout le territoire.
C'est en date du 13 mai 2019 que les premiers résultats du laboratoire de Montpellier de la DGCCRF tombent : la totalité des échantillons analysés présentent des « non conformités majeures » à la réglementation et au cahier des charges. Afin de confirmer ces premiers résultats, les services de la DGCCRF ont réalisé dès le 16 mai 2019 de nouveaux prélèvements auprès des trois autres associations habilitées. Au total, ce sont 42 prélèvements qui ont été effectués sur des lots produits entre novembre 2017 et janvier 2019. Les analyses ont porté tant sur la composition des steaks, afin de mesurer le taux de matières grasses et le rapport collagène/protéines des produits que sur une histologie de ces derniers, à savoir une analyse microscopique des lames de broyat des steaks pour détecter des matières premières interdites.
Le 3 juin 2019, les résultats ont une nouvelle fois confirmé les non-conformités précédemment constatées. Ces échantillons présentaient dans certains lots des excès de gras et quasi systématiquement un rapport collagène/protéines supérieur au seuil du cahier des charges. L'histologie des produits révèle en outre une mauvaise qualité des tissus et des défauts dans la composition. Parmi les nombreuses anomalies constatées, les échantillons contenaient entre autres des tissus osseux ou cartilagineux ainsi que du tissu épithélial, qui entoure généralement le muscle, éléments qui démontrent une découpe trop proche des os de l'animal. Des structures végétales comme des épices ou des plantes aromatiques ont également été retrouvées de manière significative, alors que ces éléments se retrouvent généralement dans l'assaisonnement d'autres produits de type merguez ou pâtés. Ont également été décelées des protéines extraites de végétaux , notamment du soja, alors qu'elles sont généralement utilisées comme substituts à la viande en raison de leur faible coût de production. De nombreux échantillons témoignaient également d'un contenu en amidons en quantité significative. Les tests ont révélé la présence dans les échantillons d'abats (dans un nombre toutefois restreint d'échantillons), de tissus lymphoïdes, tissus contenus dans les organes responsables des défenses immunitaires comme les amygdales, de glandes muqueuses qui proviennent du tube digestif de l'animal, de glandes séreuses provenant principalement de son estomac. Enfin, est avéré le réemploi de viandes issues de la réintroduction, dans la ligne de fabrication, de viande hachée préalablement transformées mais finalement non distribuées. Cela peut provenir de la viande utilisée pour préparation à burgers. Une autre hypothèse serait que des steaks hachés fabriqués mais finalement non conditionnés en vue de la livraison parce qu'ils présentaient des défauts aient été réutilisés.
Agnès Pannier-Runacher, secrétaire d’État auprès du ministre de l’Économie annonce que l’État, saisira la justice pour tromperie dans la foulée.